# William Walden Rubey
William Walden Rubey (19 décembre 1898-12 avril 1974) est un géologue américain.

## Distinctions
- Membre de l'Académie américaine des arts et des sciences.
- National Medal of Science, 1965.
- Médaille Penrose de la Société géologique d'Amérique, 1963.
- Quatre diplômes honorifiques, dont trois doctorats.
- Le dorsum Dorsa Rubey sur la Lune est nommé en son honneur.